# Hendrik Redant
Hendrik Redant (Ninove, 1 november 1962) is een voormalig Belgisch wielrenner. Hij was ploegleider bij de Omega-Pharma-Lotto-ploeg tot einde seizoen 2010 die hij verliet voor een nieuwe ploeg Pegasus. Deze laatste ploeg kwam echter niet van de grond. Sinds 2012 is hij ploegleider bij Unitedhealthcare Pro Cycling.
Zijn actieve wielercarrière eindigde met een val tijdens de Driedaagse van De Panne in 1997.

## Belangrijkste overwinningen
1987
- Omloop van het Houtland - Lichtervelde

1988
- Kuurne-Brussel-Kuurne
- 3e etappe Driedaagse van De Panne
- 4e etappe Ronde van België
- Zele-Puivelde

1989
- GP Fina-Fayt-le-Franc
- Brussel-Ingooigem

1990
- 4e etappe deel B Omloop van de Sarthe (Frankrijk)
- GP Fina-Fayt-le-Franc
- Kampioenschap van Vlaanderen-Koolskamp
- Kuurne-Brussel-Kuurne
- Eindklassement Ronde van de l'Oise (Frankrijk)
- Merbes-Le-Château

1991
- Omloop van de Vlaamse Ardennen-Ichtegem
- 1e etappe Ronde van Aragón (Spanje)
- Izegem
- Omloop van de Vlasstreek-Heule

1992
- Parijs-Tours (Frankrijk)
- Stadsprijs Geraardsbergen
- 6e etappe Ruta del Sol (Spanje)
- 3e etappe Ronde van de Mijnvalleien (Spanje)
- 1e etappe in Kellogg's Tour of Britain
- 5e etappe in Kellogg's Tour of Britain
- GP Jef Scherens
- Geraardsbergen
- Japan Cup
- 1e etappe in de Boland Bank Tour (Zuid-Afrika)

1993
- 1e etappe Route du Sud (Frankrijk)
- 4e rit Tour d'Armorique (Frankrijk)
- Moorsele
- Portsmouth (Engeland)

1994
- Erembodegem
- Aalst
- Kortemark
- Desselgem
- 2e etappe in de Boland Bank Tour (Zuid-Afrika)
- Strand Classic (Zuid-Afrika)

1995
- Omloop van het Waasland-Kemzeke
- GP Stad Zottegem - Dr. Tistaertprijs
- 4e rit Boland Bank Tour (Zuid-Afrika)

1996
- 6e etappe Ronde van Portugal
- Kortemark

1997
- Wanzele

## Resultaten in voornaamste wedstrijden
| Jaar | Ronde van Italië | Ronde van Frankrijk | Ronde van Spanje |
| ---- | ---------------- | ------------------- | ---------------- |
| 1986 |                  |                     |                  |
| 1987 |                  |                     |                  |
| 1988 | 124e             |                     |                  |
| 1989 |                  |                     |                  |
| 1990 |                  | 150e                |                  |
| 1991 |                  | 140e                |                  |
| 1992 |                  | 122e                |                  |
| 1993 |                  |                     | 97e              |
| 1994 | opgave           | 93e                 |                  |
| 1995 |                  | opgave              |                  |
| 1996 | opgave           |                     | 115e             |
| 1997 |                  |                     |                  |

| Jaar | Milaan-San Remo | Gent-Wevelgem | Ronde van Vlaanderen | Parijs-Roubaix | Amstel Gold Race | Parijs-Tours | Kuurne-Brussel-Kuurne | Omloop Het Volk |  | Wereldranglijsten |
| ---- | --------------- | ------------- | -------------------- | -------------- | ---------------- | ------------ | --------------------- | --------------- |  | ----------------- |
| 1986 |                 |               |                      |                |                  |              | 7e                    |                 |  |                   |
| 1987 | 90e             |               |                      |                |                  |              | 7e                    |                 |  |                   |
| 1988 |                 |               |                      |                |                  | 10e          | Goud                  | 5e              |  | 68e (UWB)         |
| 1989 |                 | 15e           | 51e                  | 32e            |                  | 80e          |                       |                 |  |                   |
| 1990 |                 | 29e           | 83e                  | 36e            |                  | 24e          | Goud                  |                 |  |                   |
| 1991 |                 | 53e           | 39e                  | 10e            |                  | 29e          | Brons                 | 24e             |  |                   |
| 1992 |                 | 40e           |                      | 10e            |                  | ↑            |                       | 13e             |  |                   |
| 1993 |                 |               | 53e                  | 14e            | 56e              | 15e          |                       |                 |  |                   |
| 1994 | 79e             | 59e           | 74e                  | 24e            |                  | 14e          | 5e                    | 10e             |  |                   |
| 1995 |                 |               | 13e                  | 31e            |                  | 6e           | Zilver                | 8e              |  |                   |
| 1996 | 148e            | 25e           | 81e                  | 34e            |                  | 12e          |                       | ↑               |  |                   |
| 1997 |                 |               |                      |                |                  |              |                       | 4e              |  |                   |